# حبسة
الحُبسة أي فقدان القدرة على الكلام وهو مصطلح يطلق على مجموعة من الاضطرابات اللغوية الناتجة عن تلف في الدماغ،  ولتشخيص المرض يلاحظ الفرق في سلامة النطق لدى المريض من قبل الحادثة أو المرض ومن بعدها.
الصعوبات التي يواجهها المريض تتراوح بين الصعوبة في إيجاد المفردات إلى، في بعض الأحيان، فقدان المريض النطق تماماً، وكذلك فقدان القراءة والكتابة، لكن هذا لا يؤثر على ذكاء الشخص المصاب. كما يؤثر هذا المرض على التواصل البصري مع الآخرين؛  حيث يعاني المصاب من ضعف في فهم حركات.
الحبسة تعني وجود مشكلة في وظيفة أو أكثر أساسية في عملية النطق. لا يستخدم هذا المصطلح عادةً إذا كان المرض نتيجة لضرر في الجزء المحيطي الحركي أو الحسي كالشلل الذي يؤثر على العضلات المسؤولة عن الكلام أو ضعف السمع بشكل عام.
Aphasia كلمة يونانية  وتعني ضعف  أو فقدان القدرة على الكلام.

## الأسباب
من أهم اسباب الحبسة هي السكتة الدماغية، كما يمكن أن تكون نتيجة لأمراض دماغية أخرى مثل مرض سرطان الدماغ «ورم في الدماغ»، الصرع، وكذلك مرض الزهايمر «مرض الشيخوخة»، أو عن طريق إصابات الدماغ. في حالات نادرة يكون ناتج عن التهاب الدماغ الهربسي،  ويؤثر فيروس الهربس البسيط على الفص الجبهي والزمن للدماغ، الأجزاء تحت القشرية والنسيج الحصيني، الذي يؤدي إلى الحبسة.
في الإصابات الحادة، كالتي في الرأس أو السكتة الدماغية، تتطور الحبسة بسرعة، بينما عندما يكون ورم في الدماغ أو عدوى أو شيخوخة يكون تطور الحبسة بشكل أبطأ.
على الرغم من أن كل الأمراض المذكورة أعلاه هي الأسباب المحتملة، إلاّ أن فقدان القدرة على الكلام بشكل عام لا يظهر إلا عندما يكون هناك أضرار كبيرة في نصف الكرة المخية الأيسر من الدماغ، إما قشرة الدماغ (الطبقة الخارجية) و/أو المادة البيضاء الأساسية.
الأضرار الكبيرة في الأنسجة في أي مكان داخل منطقة نصف الكرة المخية الأيسر يمكن أن يؤدي إلى حبسة. فقدان القدرة على الكلام يمكن أيضاً، في بعض الأحيان، أن يكون سبب الضرر للهياكل تحت القشرية في عمق نصف الكرة المخية الأيسر، بما في ذلك المهاد، والكبسولات الداخلية والخارجية، والنواة المذنبة من العقد القاعدية. المنطقة ومدى التلف في الدماغ أو الضمور ستحدد نوع فقدان القدرة على الكلام وأعراضه. وهناك عدد قليل جداً من الناس يمكن أن يواجه فقدان القدرة على الكلام بعد الأضرار التي لحقت النصف الأيمن فقط، وقد أشير إلى أن هؤلاء الأشخاص قد يكون تنظيم الدماغ لديهم غير طبيعي من قبل المرض أو الإصابة، وربما مع زيادة الاعتماد الكلي على النصف الأيمن لمهارات اللغة من عموم السكان.
أخيراً، بعض الاضطرابات العصبية المزمنة، مثل الصرع أوالصداع النصفي،
يمكن أن تشمل أيضاً حبسة عابرة باعتباره بادرة (العرض الذي يشير إلى بدء الإصابة بالمرض) أو أعراض عرضية.يتم سرد فقدان القدرة على الكلام أيضاً نادراً من الآثار الجانبية من استخدام دواء الفنتونيل، وهو أحد الأدوية الأفيونية المستخدمة للسيطرة على الألم المزمن.

## التصنيف
أفضل تعبير للحبسة هو «فقدان القدرة على الكلام» وهي مجموعة من الاضطرابات المختلفة وليست ناتجة عن سبب وحيد، وكل فرد مصاب بالمرض سيعرض قدراته اللغوية الخاصة التي تتراوح بين القوة والضعف. بناءً على ذلك، تعتبر الحبسة كتحدي عام لتوثيق الصعوبات المختلفة التي تواجه افراداً مختلفة، فضلاً عن أفضل وسيلة للعلاج، اغلب تصنيفات المرض تميل إلى تقسيم الأعراض المختلفة إلى تقسيمات واسعة، الهدف المشترك بينهم للتمييز بين الحبسة المصحوبة بطلاقة «حيث يحتفظ المريض بطلاقة الكلام مع فقدان بعض الكلام وصعوبة الفهم على الآخرين» والحبسة المصحوبة بفقدان الطلاقة «عندما يكون الكلام بطيء ومجهد واحياناً يتكون من كلمة أو كلمتين».
ومع ذلك، لا توجد تقسيمات أساسية مثبتة بشكل كاف، بالإضافة إلى أن هناك اختلاف كبير بين المرضى ضمن المجموعة التقسيمية الواحدة، كما تعتبر ذات انتقائية عالية، على سبيل المثال، المرضى الذين يعانون من الصعوبة في التسمية «حبسة التسمية» وهم الذين يظهرون عدم القدرة على تسمية الأماكن والأشخاص والألوان.

### نهج التصنيف الموضعي الكلاسيكي
حيث يهدف إلى تقسيم المرض نسبةً إلى الصفات العامة الظاهرية، كذلك إلى مناطق الدماغ الأكثر عرضة للإصابة. ونتيجة للعمل الذي قام به كل من أخصائيَ الأعصاب باول بروكا وكارل ورنيك، هذه المقاربات أعطت نوعين رئيسيين للمرض وعدة أنواع ثانوية أخرى.
- حبسة بروكا:«وتسمى بالحبسة الحركية أو الحبسة التعبيرية» والتي تتميز بالتوقف والتجزئة والجهد عند الكلام، ولكن نسبياً يكون الحفاظ على الفهم جيداً، حيث تكون نتيجة لضرر في الجزء الخلفي الأيسر لقشرة الفص الجبهي، أبرزها ما يعرف بمنطقة بروكا،[29] عادة ما يكون الأفراد المصابين بحبسة بروكا يعانون من ضعف الجزء الأيمن أو شلل اليد أو الساق، وذلك لأن جزء الفص الجبهي الأيسر مهم للحركة وخاصة حركة الجزء الأيمن من الجسد.
- حبسة فيرنيك:«وتسمى بالحبسة الحسية أو الحبسة الاستقبالية» وتتميز بطلاقة الكلام، مع ملاحظة الصعوبة في فهم الكلمات والجمل، وعلى الرغم من طلاقة الكلام إلا أن المريض يعاني من فقدان بعض الكلمات الأساسية في حديثه (أسماء، أفعال أو صفات)، كما قد يحتوي الكلام على كلمات غير صحيحة أو غير منطقية، ويرتبط هذا النوع مع الحبسة بالضرر المتصل بالجزء الخلفي الأيسر من القشرة الصدغية حيث تعتبر المنطقة الأكثر شيوعاً لهذا النوع. المصابون بهذا المرض عادة لا يعانون من أي ضعف، وذلك لأن اصابة الدماغ في هذا النوع ليست في الجزء المسؤول عن الحركة.
- كما أن هناك أنواع ثانوية أخرى تعرف بالحبسة التوصيلية وهي عبارة عن اضطراب مع الحفاظ على الطلاقة والفهم، ولكن قد يعاني المريض من صعوبة إعادة الكلمات والجمل، [29] كما يوجد نوع حبسة عبر القشرة الحركية وحبسة عبر القشرة الحسية المشابهة لحبسة بروكا وحبسة فرنيك، ولكن الصعوبة تكمن في إعادة الكلمات والجمل.

التصنيفات الحديثة اعتمدت هذا النهج كنموذج بوسطن الكلاسيكي الجديد، كذلك تقسيم الحبسة الكلاسيكية إلى نوعين رئيسيين: الحبسة التي تفتقد للطلاقة«والتي تشمل حبسة بروكا وكذلك حبسة عبر القشرة الحركية» والحبسة المصحوبة بالطلاقة «التي تشمل حبسة فيرنيك، الحبسة التوصيلية والحبسة عبر القشرة الحسية»، تحدد هذه المخططات أنواع أخرى من الحبسة، ومنها حبسة التسمية والتي يواجه مرضاها صعوبات اختيارية في ايجاد أسماء بعض الأشياء، وكذلك ما يعرف بالحبسة الشاملة حيث أن الضرر يصيب التعبير والفهم.
هناك أنواع من المرض يكون فيها التأثير على المهارات اللغوية محدداً، 
كمرض تعذر القراءة الخالصة؛ حيث يستطيع الشخص القراءة مع عدم القدرة على الكتابة، وكذلك الحبسة السمعية؛ حيث يتمكن المصابين بهذا المرض القراءة والكلام، ولكن الصعوبة تكمن في فهم كلام الاخرين.

### نهج دراسة علم النفس العصبي الادراكي
يوفر هذا النهج طريقة جيدة لتقسيم الصعوبات اللغوية إلى مجاميع رئيسية، لكن المشكلة في ذلك الاعداد الكبيرة للأفراد الذين لا يمكن أن يناسبهم تقسيم واحد، المشكلة الأخرى هي التقسيمات، وخاصة القسم الرئيسي كحبسة (بروكا) وحبسة (فيرنكا) بقيت معتمدة كتقسيم اساسي. بناءً على ذلك، فحتى الأفراد الذين تجمعهم معايير محددة في نوع ما، إلا أن هناك تمايز كبير بين الصعوبات التي يواجهونها.
بدلاً من تصنيف كل فرد إلى نوع خاص، يهدف هذا النهج إلى التعرف على مهارات اللغة الأساسية أو الوحدات التي لا تعمل بشكل دقيق لدى كل فرد، حيث أن الشخص الواحد يحتمل أن يواجه صعوبات مع مشكلة واحدة، أو مجموعة مشاكل، هذا النهج يتطلب نظام أو نظرية لمعرفة المهارات المطلوبة لأداء أنواع مختلفة من المهام اللغوية. على سبيل المثال، كنموذج ماكس كوتهارت والذي حدد نموذج يميز الأصوات كما تنطق، وهو امر اساسي لأي امر يتضمن التعرف على الكلمات، كالنموذج الذي يخزن الاصوات التي يخطط الشخص لنطقها، وهذا النموذج مهيئ لأي مهمة تحتوي كلمات طويلة أو مقاطع كلامية. بمجرد ان يتم تأسيس النظام النظري، فإن تقييم العمل يمكن أن يتم بواسطة اختبار معين أو عدة اختبارات. في الإعدادات السريرية عادة يتضمن استخدام هذا النموذج على توصيل البطارية المقررة، كل واحد يختبر واحد أو مجموعة نماذج. حالما يتم تشخيص المهارات والنماذج الأكثر قيمة فيمكن البدء بعلاج هذه المهارات. عملياً، قد يكون هذا النهج غير عملي؛ وذلك لتنوع المهارات الكبير الذي يتم اختباره، احياناً يكون مناسباً أكثر لحالات الحبسة الخفيفة. في حالة المريض الذي يعاني من ضعف في التعبير والقدرة اللغوية، كما في بعض الأحيان يكون أداء الاختبار صعب تفسيره. عملياً، الأطباء غالباً ما يستخدمون مزيج من نهج التقييم والذي يتضمن فرع واسع على أساس نظام التقسيم، بالإضافة إلى الاكتشافات الدقيقة لمهارات لغوية معينة تعتمد على نظام علم النفس العصبي الإدراكي.

## أشكال الحبسة الأخرى

### الحبسةالتقدمية
الحبسة التقدمية الابتدائية، وترتبط مع الأمراض التقدمية أو الخرف، كمرض الخرف الجبهي الصدغي/مرض العصبون الحركي المعقد، الشلل فوق النوى المترقي ومرض الزهايمر «الشيخوخة»، وهي عملية تدريجية لفقدان القدرة على التفكير، وتتميز هذه العملية بفقدان القدرة على تسمية الأشياء. إن الأشخاص الذين يعانون من مرض الحبسة التقدمية الابتدائية يواجهون بعض الصعوبات في فهم ما يقوله الآخرون، كما يواجهون صعوبة باختيار الكلمات الصحيحة لتكوين جملهم. هناك ثلاث تقسيمات لمرض الحبسة التقدمية الابتدائية: حبسة فقد الطلاقة التقدمية، الخرف الدلالي 
حبسة الراطنة التقدمية، ويكون فقدان المرض مصحوب بالطلاقة ويكون كلام المريض غير مفهوم ولكن ذا معنى للمتلقي. يكون الكلام بطلاقة وجهد مع جملة سليمة وقواعد لغوية، مع وجود مشكلة باختيار الأسماء، فإما سيستبدل الكلمة الأصلية بأخرى تبدو كأنها هي أو بكلمة لها علاقة بالأصلية أو بأصوات أخرى. لذلك الأشخاص المصابين بهذا المرض عادةً ما يستخدمون كلمات جديدة أو قد يرددوا الكلمات إذا حاولوا ايجاد الكلمة التي تتناسب مع الصوت وفشلوا بذلك. البدائل عادة تتم باختيار كلمات فعلية تبدأ بنفس الصوت ك (عازف _ عالي)، اختيار أخرى متصلة لفظياً بالأولى أو مشابهة صوتياً للكلمة الأصل ك (عازف _ عارف).

### الحبسة الصماء
هناك العديد من الحالات التي تظهر ان هناك نوع من أنواع فقدان الكلام لدى الافراد الصم. لغة الإشارة، قبل كل شيء هي شكل من أشكال الاتصال، يظهر لاستخدام نفس مناطق الدماغ لكن بأشكال لفظية وإشارات للتواصل، تعمل الخلايا العصبية المرآه عند الحيوان عند تصرفه بطريقة معينة أو مشاهدته لكائن آخر يتصرف بالطريقة نفسها، تكمن اهمية الخلايا العصبية المرآه في منح الفرد القدرة على تقليد حركات اليد. تظهر منطقة بروكا لنطق الكلام احتوائها على العديد من الخلايا العصبية المرآه مما ادى إلى تشابه كبير بنشاط الدماغ بين لغة الإشارة والخطاب الصوتي. التواصل عبر تعابير الوجه هو جزء مهم في كيفية تواصل الحيوانات مع بعضها البعض، يستخدم البشر تعابير الوجه ليدرك ما يراه الاخرون، كي يكونوا ذو وجوه عاطفية. وعند مقارنة هذا التواصل عبر الوجه مع الكلام، نرى انه قد تم إنشاء نموذج لغوي أكثر من كامل ليمكن الأحياء المختلفة للتواصل مع بعضها عبر نموذج لغوي أكثر تعقيداً. تستخدم لغة الإشارة أيضاً هذه التعابير بالإضافة إلى حركات اليد الأولية كنوع من التواصل، كما أن تعابير الوجه هذه التي تعتبر كنوع من التواصل تأتي من نفس مناطق الدماغ. عند تعرض مناطق معينة في الدماغ للأضرار فإن عملية التواصل الصوتية «الخطاب الصوتي» تكون معرضة لأنواع خطرة من الحبسة «فقدان القدرة على الكلام»، ونظراً لأن لغة الإشارة تأتي من نفس المناطق في الدماغ فإن المصابين قد يتعرضون إلى حبسة خاصة للأفراد الصم، يتعرض الافراد مستخدمو لغة الإشارة إلى حبسة ورنيك حيث تظهر في عدم قدرتهم على إظهار أي شكل من أشكال التعبير، أما المصابين بحبسة بروكا فإنهم يعانون من صعوبة في التعبير عن المفاهيم اللغوية التي يحاولون اظهارها.

## العلامات والأعراض
الأفراد الذين يعانون من فقدان القدرة على الكلام قد يعانون من أي من السلوكيات التالية بسبب اصابات الدماغ المكتسبة، على الرغم من ان بعض هذه الأعراض قد تكون ذات صلة أو مصاحبة لمشاكل أخرى، كالتلفظ أو تعذر الأداء فهي ليست جميعها نتيجة الحبسة. تختلف اعراض الحبسة باختلاف موقع الضرر في الدماغ، أعراض وعلامات مرض الحبسة قد تكون وقد لا تكون ظاهرة في الأفراد المصابين كما تختلف في شدتها وفي مستوى تعطيل التواصل. في كثير من الأحيان يحاول الذين يعانون من الحبسة إخفاء ضعفهم في تسمية الأشياء باستخدام كلمة «شيء»، فعند سؤال المريض عن تسمية القلم مثلاً سيذكر انه الشيء الذي يستخدم للكتابة.
- عدم القدرة على فهم اللغة.
- عدم القدرة على النطق، الغير ناتج عن شلل العضلات أو ضعفها.
- عدم القدرة على الكلام بشكل عفوي.
- عدم القدرة على تشكيل الكلمات.
- عدم القدرة على تسمية الاشياء «فقد التسمية».
- قلة النطق أو «التعبير».
- التعبير والاستخدام المفرط للكلمات الشخصية الجديدة.
- عدم القدرة على تكرار الجملة.
- التكرار المستمر في مقطع واحد، كلمة أو جملة.
- خلط التسمية «استبدال حروف، مقاطع أو كلمات».
- حبسة نحوية «عدم القدرة على التكلم الصحيح نحوياً».
- خلل الصوت «تغير انعطافات، الجهد والإيقاع».
- جمل غير مكتملة.
- عدم القدرة على القراءة.
- عدم القدرة على الكتابة.
- كلام محدود.
- صعوبة في التسمية.
- اضطراب في الكلام.
- التحدث بغموض «كلام غير مفهوم».
- عدم القدرة على متابعة أو فهم الطلبات البسيطة.

## السلوكيات المرتبطة
نظرا للعلامات والأعراض سابقة الذكر وغالبا ما ترى السلوكيات التالية في الأشخاص الذين يعانون من فقدان القدرة على الكلام نتيجة لمحاولة التعويض عن تكبدالكلام وعجز اللغة:
- إصلاح النفس: مزيد من الاضطرابات في الحديث بطلاقة نتيجة لسوء محاولات اصلاح إنتاج الكلام أخطأ.
- حديث Disfluencies: يتضمن disfluencies المذكورة سابقا بما في ذلك التكرار وامتدادات في صوتمي، مقطع وكلمة تقديم مستوى في مستويات المرض الشديدة من التردد.
- النضال في الحبسات غير الطلقة: زيادة حادة في جهد طرد التحدث حيث قدرة الكلام والتواصل التي جاءت بهذه السهولة يمكن أن تسبب الإحباط بشكل واضح.
- الحفاظ على اللغة التلقائية: السلوك الذي يكون فيه متواليات اللغة أو اللغة تستخدم في كثير من الاحيان، وذلك قبل البداية، فإنها لا تزال تمتلك القدرة على إنتاجها بسهولة أكثر لغة أخرى بالبداية.[42]

## العرض
الحبسة الحادة
الجدول التالي يلخص المميزات العامة لأنواع الحبسة المختلفة:
ويلخص الجدول التالي بعض الخصائص الرئيسية لأنواع مختلفة من فقدان القدرة على الكلام:
| نوع الحبسة                         | التكرار        | التسمية        | الفهم السمعي | الطلاقة              | العرض |
| ---------------------------------- | -------------- | -------------- | ------------ | -------------------- | --- |
| حبسة فيرنيك                        | معتدل الحال    | معتدل إلى شديد | معيب         | بطلاقة               | يمكن للأفراد الذين يعانون من حبسة فيرنيكي التحدث بجمل طويلة بلا معنى، إضافة كلمات لا داعي لها، وحتى خلق كلمات جديدة (تعبير جديد). على سبيل المثال، ربما يقول شخص مصاب: "أنت تعرف أن كلبى ينبح وأنا أريد أن يحصل على جولة والاعتناء به وكأنك تريد قبل"، بمعنى "الكلب يحتاج للخروج لذلك سأصطحبه المشي ". ويكون لدى المريض ضعفٌ في الفهم السمعي والقراءي، وطلاقةٌ (لكن لا معنى لها) في التعبير الكتابي والشفوي. الأفراد المصابين بفقدان القدرة على الكلام لفيرنيكي عادة ما يواجهون صعوبة كبيرة في فهم كلام كل من أنفسهم والآخرين، وبالتالي يجهلون كثيرا من أخطائهم.                                                                            |
| فقدان القدرة على التواصل الحسي     | جيد            | متوسط إلى شديد | ضعيف         | بطلاقة               | العجز مماثل لحبسة فيرنيكي، إلا أن القدرة على التكرار تكون سليمة. |
| حبسة التوصيل                       | ضعيف           | ضعيف           | جيدة نسبيا   | بطلاقة               | تنتج حبسة التوصيل من عيوب في الروابط بين مناطق فهم الكلام ومناطق إنتاج الكلام. وقد يكون هذا بسبب تلفٍ في الحزمة المقوسة وهي التركيب التشريحي الذي ينقل المعلومات بين منطقتي فيرنيك وبروكا. ولكن تظهرُ أعراضٌ مماثلةٌ لهذا النوع من فقدان التعبير إذا لحقت أضرارٌ بما يسمى بجزيرة رايل أو بالقشرة السمعية في المخ. الفهم السمعي لهذا المريض قريبٌ من الطبيعي، والتعبير الشفوي طلِقٌ رغم وجود أخطاء بارافريزية عرضية. قدرة التكرار فقيره. |
| فقدان القدرة على التعين أو التسمية | معتدل          | متوسط إلى شديد | معتدل        | بطلاقة               | فقدان القدرة على الكلام، هو في جوهره يعنى صعوبة التسمية. قد تواجه المريض صعوبات تسمية بعض الكلمات، وروابطها النحوية (على سبيل المثال صعوبة تسمية الأفعال والأسماء) أو اللفظية (على سبيل المثال صعوبة تسمية الكلمات المتعلقة بالتصوير ولكن لا شيء آخر)، أو تسمية عامة أكثر صعوبة. يميل المرضى تميل إلى الحديث السليم نحويا ولكن بلا بمعنى. أما الفهم السمعي فيميل إلى أن يكون متحفظا. |
| حبسة بروكا                         | متوسط إلى شديد | متوسط إلى شديد | صعوبة خفيفة  | غير فصيح، مجهد، وبطئ | يتحدث الأفراد الذين يعانون من حبسة بروكا عادة جملا قصيرة، ذات مغزى والتي يتم إنتاجها مع بذل جهد كبير. وتسمى حبسة بروكا بالحبسة الغير فصيحه، حيث كثيرا ما يغفل الناس المتضررين الكلمات الصغيرة مثل "هو"، "و"، و"الـ". على سبيل المثال، شخص يعانى من حبسة بروكا ربما يقول، "المشي الكلب" التي قد تعني: سأخذ الكلب في نزهة على الأقدام". المصابون بهذه الحـُبسة قادرون على فهم كلام الآخرين بدرجات متفاوتة. وبسبب هذا، فهم غالبا ما يكونون على علم بالمصاعب التي يواجهونها ويمكن أن يصابوا بسهولة بالإحباط لمشاكلهم في التحدث. ويكون الاضطراب مرتبط ٌ بالشلل النصفي، أي عدم القدرة على تحريك عضلات النصف الأيمن من الوجه وعضلات الذراع الأيمن. |
| فقدان القدرة على التواصل اللفظى    | جيد            | معتدل إلى شديد | معتدل        | غير فصيحة            | يكون مماثلا لحبسة بروكا، باستثناء أن القدرة على تكرار تكون سليما. الفهم السمعي عموما جيد بالنسبة لمحادثات بسيطة، ولكنه يقل سريعا عندما تصبح المحادثات أكثر تعقيدا. الاضطراب مرتبط ٌ بالشلل النصفي، أي عدم القدرة على تحريك عضلات النصف الأيمن من الوجه وعضلات الذراع الأيمن. |
| الحبسة الكلية                      | ضعيف           | ضعيف           | ضعيف         | غير فصيحة            | يواجه الأفراد الذين يعانون من الحبسة الكلية صعوبات شديدة وتكون قدراتهم الاتصالية محدودة للغاية من حيث القدرة على الكلام أو فهم اللغة. قد لا يملكون القدرة على التعبير مطلقا، أو قد يملكون القدرة على التواصل البسيط باستخدام تعابير الوجه والإيماءات فقط. الاضطراب مرتبط ٌ بالشلل النصفي، أي عدم القدرة على تحريك عضلات النصف الأيمن من الوجه وعضلات الذراع الأيمن. |
| حبسة تواصلية مختلطة                | مُعْتَدِل          | ضعيف           | ضعيف         | غير فصيحة            | العجز يماثل حالة العجز الكلى، ولكن قدرة تكرار تكون سليمة. |
| الحبسه تحت القشرية                 |                |                |              |                      | الخصائص والأعراض تعتمد على موقع وحجم الإصابه تحت القشرية. المواقع المحتملة للإصابات فات تشمل المهاد، الكبسولة الداخلية، والعقد العصبية القاعدية. |

- الافراد الذين يعانون من الحبسة الاستقبالية يتكلمون بجمل طويلة لا معنى لها واضافة كلمات لا معنى لها، وحتى ادخال كلمات جديدة. على سبيل المثال، المريض بهذا النوع سيقول «أتعلم عن هوبي تالان واريد ان اصطحبه بجولة لأعتني به» بينما المعنى «يحتاج الكلب للخروج لذلك فإنني سوف اخذه بجولة معي»، لديهم ضعف في السمع وفهم القراءة، والطلاقة، لكن بلا معنى في التعبير اللغوي والكتابي. الأفراد المصابين بالحبسة الاستقبالية يعانون من صعوبة في فهم أنفسهم والاخرين على حد سواء، غير مدركين اخطائهم. ينشأ عجز اللغة الاستقبالية من الآفات في الجزء من نصف المخ الايسر عند أو بالقرب من منطقة فرنيك.([43])
- الافراد الذين يعانون من الحبسة الحسية التحت القشرية. مبدئياً، تعتبر الأكثر عمومية وتعقيداً بين أنواع الحبسة المختلفة. عجز اللغة قد يكون مماثلاً لعجز الحبسة الاستقبالية، ولكن عملية التكرار عندهم تبقى سليمة.
- الأفراد الذين يعانون من الحبسة التوصيلية يواجهون مشكلة في الربط بين فهم الكلام وبين نطقه، قد يكون ذلك ناتج عن اضرار للحزمة المقوسة، الجزء الذي ينقل المعلومات بين منطقة فرينيك ومنطقة بروكا. أعراض مشابهة، ومع ذلك، قد تظهر بعد الاضرار التي لحقت العزل أو القشرة السمعية. الفهم السمعي تقريبا طبيعي، التعبير الكلامي بطلاقة يرافقها احياناً خطأ في التسمية، قدرة التكرار رديئة.
- الأفراد الذين يعانون من حبسة التسمية يواجهون صعوبة بتسمية الأشياء، يواجهون صعوبات بتسمية بعض الكلمات، المرتبطة بنوع قواعد نحوية«كصعوبة تسمية الأفعال وليس الأسماء» أو حسب الفئة الدلالية «على سبيل المثال صعوبة تسمية الكلمات المتعلقة بالصور وليس شيء اخر» أو صعوبة تسمية الاشياء الأكثر عموما، الفهم السمعي يميل ليكون محفوظ «بحاجة لمصدر»، حبسة التسمية تظهر الاورام في مناطق اللغة، تعتبر التي تظهر مرض الزهايمر «الشيخوخة».([44])
- الأفراد الذين يعانون من الحبسة التعبيرية، عادةً يتحدثون بجمل قصيرة لكنها ذات معنى لكن بجهد كبير، تتميز الحبسة التعبيرية بعدم الطلاقة. المصابين بهذا المرض عادةً ما يحذفون كلمات صغيرة مثل«هو» «و» «أو». على سبيل المثال، يقول الشخص المصاب (مشي الكلب) والذي معناه (سوف يأخذ الكلب في نزهة)، يمكن للمصابين ان يفهموا كلام الاخرين بدرجات متفاوتة، وبسبب ذلك غالباً ما يكونون مدركين لمشاكلهم، والذي يمكن بسهولة أن يصابوا بالإحباط من مشاكلهم.
- الافراد الذين يعانون من الحبسة عبر القشرة الحركية يعانون من ضعف مشابه لمرضى الحبسة التعبيرية، باستثناء القدرة على التكرار تبقى سليمة. الفهم السمعي عادةً طبيعي للمحادثات البسيطة، ولكن تنخفض بسرعة مع ازدياد صعوبة الحوار، حيث يرتبط مع الخزل الشقي الأيمن، وهذا يعني انه لا يوجد شلل بجهة الوجه الأيمن أو الذراع.
- الافراد الذين يعانون من الحبسة العالمية يواجهون صعوبة شديدة للتواصل، وهناك محدودية كبيرة على الفهم والتحدث، حيث يمكن ان يكون تماماً غير لفظي و/أو يستخدم تعابير الوجه والإيماءات للتواصل، وهو مرتبط بالخزل الشقي الأيمن وهذا يعني احتمالية حدوث شلل للجزء الأيمن من الوجه والذراع.
- الافراد الذين يعانون من الحبسة عبر القشرة المختلطة يتعرضون لعجز مشابه للحبسة العالمية، مع الاحتفاظ بسلامة القدرة على التكرار.
- الحبسة تحت القشرية، الخصائص والأعراض تعتمد على موقع وحجم الآفة التحت قشرية، وتشتمل المواقع المحتملة على المهاد، الكبسولة الداخلية والعقد القاعدية.

## العلاج
لا يوجد علاج واحد ثبتت فاعليته في علاج جميع أنواع الحبسات. وكثيرا ما يستخدم العلاج بالترنيم اللحنى«الدندنة» لعلاج الحبسة غير الفصيحه وأثبت أنه فعال جدا في بعض الحالات.

## الإدارة
معظم المرضى الذين يعانون من الحبسة الحادة يمكن شفاء بعض أو معظم مهاراتهم من خلال العمل مع أخصائيي النطق باللغة، هذا التأهيل يمكن أن يأخذ سنتين أو أكثر ويكون أكثر فعالية عند بداية المرض، هناك ما يقارب فترة ستة أشهر من الشفاء التلقائي. خلال هذا الوقت، يقوم الدماغ بمحاولة لاستعادة وإصلاح الخلايا العصبية التالفة. علاج الحبسة خلال هذه الفترة يسهل ويسرع الوقت مما يعطي قدر أكبر من الانتعاش مما لو لم يعط أي علاج في هذا الوقت. التحسن يختلف على نطاق واسع، وهذا يتوقف على سبب الحبسة، النوع والشدة. يعتمد الشفاء أيضا على العمر، والصحة، والدافع، والمستوى التعليمي للمريض.
لا يوجد علاج واحد ثبتت فعاليته لجميع أنواع الحبسة، والسبب أنه لا يوجد علاج عالمي لفقدان القدرة على الكلام؛ بسبب اختلاف طبيعة الاضطراب واختلاف طرق اظهارها، كما هو موضح سابقاً. ونادرا ما عرضت حالة حبسة مماثلة، مما يعني أن العلاج يجب أن يكون مخصص للفرد على وجه التحديد. وقد أظهرت الدراسات أنه على الرغم من عدم وجود اتساق في منهجية العلاج، إلا أن هناك إشارة قوية إلى أن العلاج بشكل عام لديه نتائج إيجابية. علاج فقدان القدرة على الكلام يتراوح من زيادة الاتصال الوظيفي إلى تحسين دقة التعبير، وهذا يتوقف على شدة الشخص والاحتياجات ودعم العائلة والأصدقاء.
يقوم فريق متعدد التخصصات، بما في ذلك الأطباء (غالباً ما تنطوي على الطبيب، ولكن على الأرجح طبيب عصبي نفسي سيرأس فريق العلاج)، العلاج الطبيعي، المعالج المهني، متخصص أمراض النطق واللغة، وأخصائي اجتماعي، يعملون جنباً إلى جنب في علاج فقدان القدرة على الكلام. بالنسبة للجزء الأكبر، العلاج يعتمد بشكل كبير على التكرار ويهدف إلى معالجة الأداء اللغوي من خلال العمل على مهارات مهمة محددة.
الهدف الأساسي هو مساعدة الفرد والمقربين منهم التكيف مع التغيرات ومحدودية التواصل. تقنيات المعالجة تقع معظمها تحت نهجين:
1-نموذج المهارة البديل: وهو النهج الذي يستخدم المساعدات للمساعدة في اللغة المحكية.
2-نموذج العلاج المباشر: وهو النهج الذي يستهدف العجز مع تمارين محددة.
طرق العلاج المتعددة تشمل ما يلي:
- علاج الاتصالات البصرية:(VIC) استخدام بطاقات الفهرس مع رموز لتظهر مكونات الخطاب المختلفة.
- علاج وظيفية الاتصالات:(FCT) يركز على تحسين أنشطة مخصصة لمهام وظيفية، والتفاعل الاجتماعي.
- تعزيز فعالية تواصل الحبسة:(PACE) وسيلة لتشجيع التفاعل الطبيعي بين المرضى والأطباء، في هذا النوع من العلاج يتم التركيز على التواصل العملي وليس العلاج نفسه. حيث يطلب من المرضى إيصال رسالة معينة إلى المعالجين عن طريق الرسم، من خلال إشارات اليد.[47]
- العلاج بالتجويد اللحني:(MIT)يستخدم مهارات لحنية سليمة لمعالجة مهارات الخزل الشقي الأيمن للمساعدة في استرجاع الكلمات واللغة التعبيرية.
- علاج الفعل البصري (VAT): يتضمن تدريب الأفراد لتعيين فئات محددة لأشياء معينة والتعبير عن الذات.
- علاجات أخرى: الرسم كوسيلة للتواصل، وتدريب شركاء المحادثة.[46]

وفي الآونة الأخيرة، تم دمج تكنولوجيا الكمبيوتر في خيارات العلاج وهي مؤشر رئيسي للتشخيص الجيد لأنها تساعد على تكثيف العلاج، وقد تم تحديد الحد الأدنى من ساعتين إلى ثلاثة في الأسبوع لتحقيق نتائج إيجابية. والميزة الرئيسية لاستخدام أجهزة الكمبيوتر هي أنه يمكن أن تزيد بشكل كبير كثافة العلاج. وتتكون هذه البرامج من مجموعة كبيرة ومتنوعة من التمارين ويمكن القيام بها في المنزل، بالإضافة العلاج مع الطبيب المعالج نفسه. ومع ذلك فان الحبسة تقدم بشكل مختلف بين الأفراد، لذلك يجب أن تكون هذه البرامج ديناميكية ومرنة من أجل التكيف مع التغير في المهارات. هناك حاجز آخر هو قدرة برامج الكمبيوتر لتقليد الكلام العادي ومواكبة سرعة المحادثة العادية. ولذلك، يبدو أن تكنولوجيا الكمبيوتر تكون محدودة في إطار التواصل، ولكن غير فعالة في إنتاج تحسينات في التدريب على التواصل.
هناك عدة امثلة على البرامج المستخدمة مثل Sentence Shaper، Touch Speak (TS)، Lingraphica، Computer-Based Visual Communication C-VIC
وكثيراً ما يستخدم علاج التجويد اللحني لعلاج فقدان القدرة على الكلام بغير طلاقة، وقد ثبت أنه فعال جداً في بعض الحالات، ويستخدم هذا العلاج لمساعدة الأشخاص الذين يعانون من فقدان القدرة على الكلام من خلال تلحين الكلام الذي يتحول لاحقاً إلى كلام محكي، المرشحين لهذا العلاج يشمل أمراض السكتة الدماغية للخزل الشقي الأيسر، الحبسة بغير طلاقة كحبسة بروكا، الإدراك السمعي جيد، ضعف تكرار وتعبير واستقرار عاطفي جيد والذاكرة. وقد افترض أن علاج التجويد اللحني فعال لعلم العروض والغناء. الخزل الشقي الأيمن تم اعتمادها كمنطقة لإخراج الكلام.

## تاريخها
وسجلت أول حالة «فقدان القدرة على الكلام» في ورق البردي المصري في البردية التي حصل عليها «إدوين سميث»Edwin Smith Papyrus والتي تصف مشاكل النطق لشخص بسبب اصابة في المخ ناجمة عن صدمات في الفص الصدغي.

## الوقاية
فيما يلي بعض الاحتياطات التي ينبغي اتخاذها لتجنب مرض الحبسة، عن طريق خفض خطر الإصابة بالجلطة
الدماغية، والسبب الرئيسي لفقدان القدرة على الكلام.
- الحفاظ على نسب تناول الكحول منخفضة، وتجنب تعاطي التبغ.
ممارسة الرياضة بشكل منتظم.-
اتباع نظام غذائي صحي.-
- السيطرة على ضغط الدم.

## الحالات البارزة
رالف والدو امرسون.

### الكتيبات
- فقدان القدرة على الكلام التدريجي الابتدائي (المؤسسة العامة للتقاعد) كتيب (جامعة نورث وسترن)
- Lass, Norman J. (1988). Handbook of Speech-Language Pathology and Audiology. St. Louis: Mosby-Year Book. ISBN:1-55664-037-4. OCLC:18543553.
- Kent, Raymond D. (1994). Reference manual for communicative sciences and disorders: speech and language. Austin, Tex: Pro-Ed. ISBN:0-89079-419-7. OCLC:28889985.

### قواعد بيانات ببليوغرافية
- قانون مكافحة غسل الأموال المراجع الدولية نسخة محفوظة 18 أبريل 2014 على موقع واي باك مشين.
- اللغويات ملخصات أون لاين
- اللسانيات واللغة سلوك ملخصات نسخة محفوظة 17 يونيو 2014 على موقع واي باك مشين.
- الموسوعة الدماغ البشري
- معلومات نفسيه

### الببليوغرافيا المتخصصة
- استشر الطبيب
- مجموعة علم النفس والعلوم السلوكية
- صحة كاملة المرجعي (أكاديمي)